# Dactylaena ekmanii
Dactylaena ekmanii là một loài thực vật có hoa trong họ Màng màng. Loài này được Helwig mô tả khoa học đầu tiên năm 1929.